# Voyage en Italie
Pour l’article homonyme, voir Voyage en Italie (Goethe).
Pour plus de détails, voir Fiche technique et Distribution.
Voyage en Italie  (Viaggio in Italia) est un film franco-italien réalisé par Roberto Rossellini, sorti en 1954.

## Synopsis

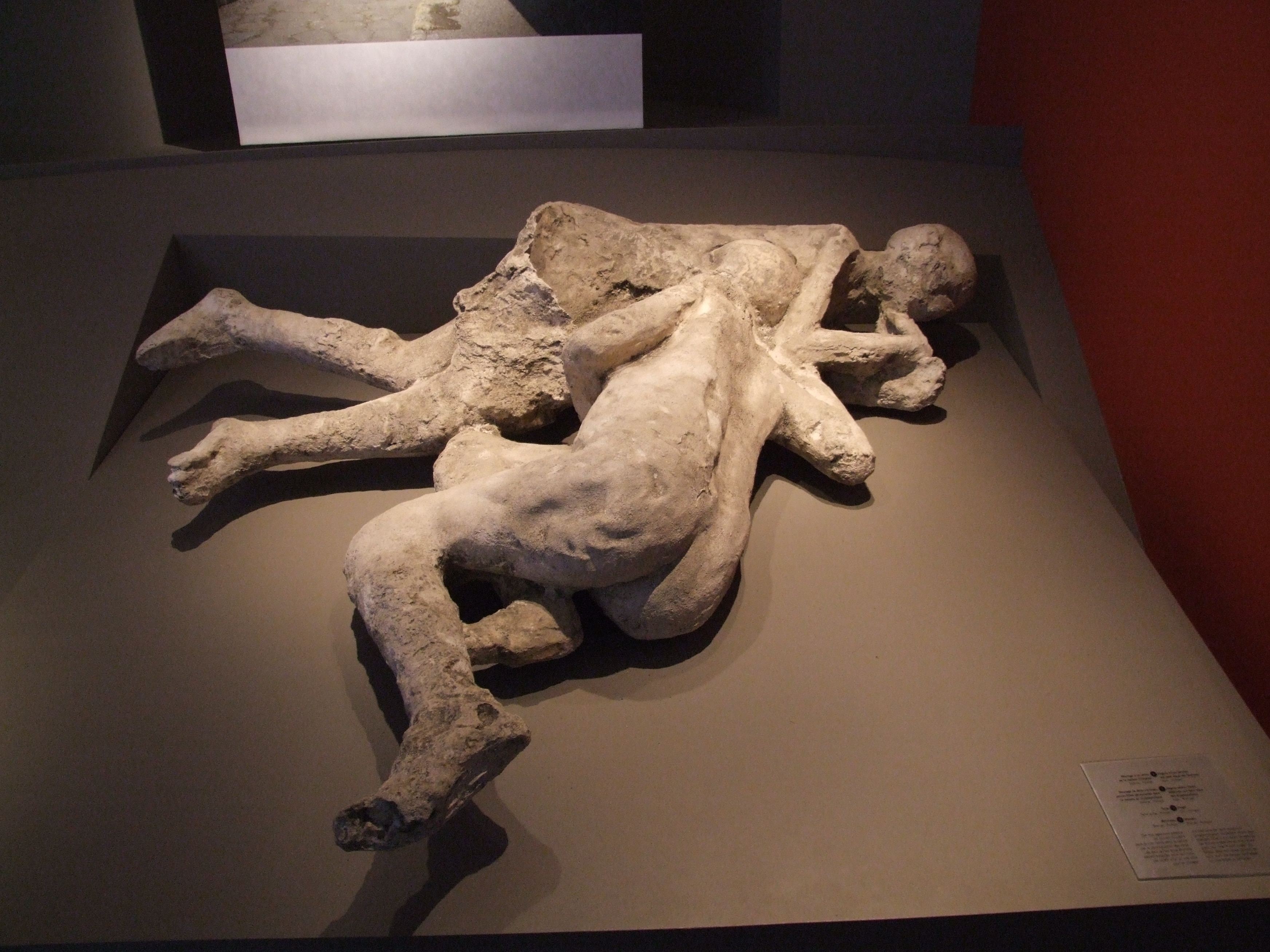
Empreintes de plâtre d'un couple de victimes de l'éruption de 79 apr. J.-C. à Pompéi.

Un couple anglais, Alexander et Katherine Joyce, voyage en Italie pour vendre la maison napolitaine dont il a hérité à la mort de « l'oncle Homer ». Leur relation s'étiole et, après leur arrivée à Naples, ne fait que s'envenimer. Alexander est constamment caustique et Katherine, blessée, lui répond de plus en plus sèchement, ce qu'elle s'empresse de regretter. Katherine visite seule Naples (le musée archéologique avec la collection Farnèse) et ses environs (Cumes, la Solfatare), s'attendrissant sur les couples napolitains et les femmes enceintes, pendant qu'Alexandre part à Capri rejoindre son amie Judy. À son retour, au cours d'une nouvelle dispute, le couple décide de divorcer, ce qu'Alexander prend à la légère alors que Katherine est dévastée. Cette décision brutale rend d'autant plus bouleversante leur visite au site archéologique de Pompéi, un ami insistant pour qu'ils assistent à la découverte d'un corps.
Dans une scène où le véritable directeur des fouilles de l'époque, Amedeo Maiuri, joue un rôle de figurant, ils assistent à la mise au jour d'un couple de pompéiens, grâce à la technique du moulage de plâtre. L'apparition lente et savamment orchestrée du couple antique uni pour l'éternité constitue un choc pour Katherine et ouvre une amorce de dialogue avec son mari. La fin du film les réunira « miraculeusement » lors d'une procession en l'honneur de San Gennaro.

## Fiche technique
- Titre original : Viaggio in Italia
- Titre français : Voyage en Italie
- Titre alternatif français : L'amour est le plus fort
- Réalisation : Roberto Rossellini
- Scénario : Vitaliano Brancati, Roberto Rossellini, partiellement inspiré d'une histoire d'Antonio Pietrangeli, New Vine
- Décors : Piero Filippone
- Costumes : Fernanda Gattinoni
- Photographie : Enzo Serafin
- Cadreur : Aldo Scavarda
- Son : Eraldo Giordani
- Montage : Jolanda Benvenuti
- Musique : Renzo Rossellini
- Production : Adolfo Fossataro, Alfredo Guarini, Roberto Rossellini
- Directeur de production : Marcello D'Amico
- Sociétés de production : Italia Film (Italie), Junior Film (Italie), Sveva Film (Italie), Les Films Ariane (France), Francinex (France), SGC (Société générale de cinématographie, France)
- Sociétés de distribution : Titanus Distribuzione (Italie), Gamma Film (France), Les Films sans frontières (France), Fine Arts Films (États-Unis)
- Pays d'origine :  France,  Italie
- Langues originales : anglais, italien
- Format : 35 mm — noir et blanc — 1.37:1 — son monophonique
- Durée : 79↔97 minutes
- Dates de sortie : Italie, 7 septembre 1954 ; France, 15 avril 1955
- Classifications CNC : tous publics, Art et Essai (visa d'exploitation no 15916 délivré le 14 décembre 1954)
- Affiche : Boris Grinsson (France)

## Distribution
- Ingrid Bergman : Katherine Joyce
- George Sanders : Alexander Joyce
- Maria Mauban : Marie (créditée Marie Mauban)
- Anna Proclemer : la prostituée
- Paul Muller : Paul Dupont
- Leslie Daniels : Leslie Harris
- Tony La Penna : Tony Burton
- Natalia Ray : Natalie Burton
- Jackie Frost : Betty
- María Martín
- Bianca Maria Cerasoli : la signora Notari, une amie de Judy
- Adriana Danieli : une amie de Judy
- Lyla Rocco : la signora Sinibaldi
- Lucio Caracciolo : un invité du duc di Lipoli
- Marcello Caracciolo : un invité du duc di Lipoli
- Paolo Carola : un invité du duc di Lipoli

## Production

### Genèse
- Alan Burgess (en)[1] : « En 1953, l'argent commençait à se faire rare et Roberto annonça qu'il voulait tourner beaucoup de films et gagner une fortune. Ils [Roberto et Ingrid] décidèrent de réaliser une version cinématographique de Duo, le roman de Colette. »
- Ingrid Bergman[1] : « On avait dit à George Sanders que Roberto aimait beaucoup son type et qu'il serait parfait dans le rôle du mari dépeint par Colette. Malheureusement au moment de son arrivée [à Rome], Roberto avait découvert que les droits du roman étaient déjà vendus. Il se trouvait donc avec un acteur sur les bras mais sans plus d'histoire à tourner. Qu'à cela ne tienne : il allait écrire lui-même un autre scénario. Pas très rassuré, George m'a demandé : « Qu'est-ce qui se passe ? Je croyais qu'on tournait Duo et maintenant c'est autre chose. Il a changé d'avis ? ». Je lui ai dit oui. Je lui ai expliqué que Roberto tenait à le garder et qu'il s'occupait d'imaginer lui-même un scénario. Je n'étais pas très rassurée, moi non plus. Mais je me répétais que Roberto était Roberto, et qu'après avoir fait un film comme Rome, ville ouverte il était capable de tout. On partirait à Naples, et là, il trouverait bien l'inspiration. »

### Tournage
- Début des prises de vue : 5 février 1953[2].
- Intérieurs : studios Titanus (Italie).
- Extérieurs dans la région de Campanie (Italie) : Amalfi, Capri, Cumes, Maiori, Naples, Pompéi, Pouzzoles[2].
- Alan Burgess[1] : « Après deux semaines de tournage consistant à la filmer en train de visiter le musée de Naples sous la conduite d'un vieux guide vantant les splendeurs de la Grèce et de la Rome antiques, Ingrid elle-même commença à avoir des doutes. Roberto écrivait le scénario au jour le jour, et George allait de dépression en dépression. Chaque soir, il téléphonait à Hollywood pour s'entretenir avec son psychiatre. »
- Ingrid Bergman[1] : « Bien sûr, il n'arrivait pas à s'habituer aux façons de Roberto. Comme moi, il sortait de Hollywood, où le tournage et les dialogues étaient soigneusement préparés, où tout devait se faire avec le maximum de vitesse et d'efficacité. […] Je me souviens qu'à Amalfi, dans la chambre qui nous servait de loge, je l'ai vu pleurer comme un gosse. Je lui ai demandé : « Mais qu'est-ce qui se passe ? Qu'est-ce que tu as ? ».
— Je suis si malheureux dans ce film ! Il n'y a pas de dialogues. Je ne sais jamais ce qui va se passer le lendemain. Ce n'est pas possible, je ne le supporte pas.
— Écoute, nous allons nous-mêmes écrire nos dialogues pour la prochaine scène. On va s'y mettre immédiatement, et puis on répétera.
— À quoi bon ? Ce n’est pas parce que nous aurons répété que ça ira mieux demain.
Cependant, lorsque Voyage en Italie fut enfin terminé… […] George fut malgré lui amené à reconnaître que l’expérience lui avait beaucoup plu. Nulle part ailleurs il n'avait trouvé de metteur en scène pour lui poser sur l'épaule une main paternelle et lui dire tout de go : « Mon vieux, ce n'est pas le premier mauvais film que tu fais, et ce ne sera certainement pas le dernier. Alors, à quoi bon t'inquiéter ? » […] Il en arrivait même à aimer ces étranges assistants qui s'agitaient dans toutes sortes de directions. Oui, à la réflexion, il avait vécu de bons moments. »

### Chansons
- Chansons napolitaines interprétées par Giacomo Rondinella[2]

## Autour du film
Au début du film, Rossellini met en scène Alexander et Katherine au soleil sur la terrasse de la maison, objet du voyage. Pour ses hôtes, à la fois le jeune couple locataire et les employés de maison, c'est le moment sacré de la sieste " à l'italienne". L'envie d'Alexander de se désaltérer est alors mal venue...

## Réception critique
- Ingrid Bergman et Alan Burgess[1] : « Dans l'ensemble, les critiques détestèrent le film. »
- En dépit d'une sortie très discrète dans les salles françaises, les critiques des Cahiers du cinéma, dont François Truffaut, apprécient ce film et le distinguent comme le premier film moderne. Selon Rivette, il est l'exemple que le cinéma français doit suivre sous peine de mort.
- Dans son texte Lettres à Rossellini, Rivette explique que ce film est moderne car :

— Exemplaire,

— Proche de l'essai littéraire ou l'esquisse qui rappelle la modernité dans les autres arts,

— Est une production réelle de son temps, tant dans son contenu que sa forme,

— Est un film intime, amateur, familial, improvisé et personnel, ce qui le rapproche de la modernité en littérature ou en peinture par exemple,

— Refuse le drame et le récit au profit de la latence,

— Refuse le psychologisme,

— Est en lien avec cette esthétique du direct propre à la télévision,

— Propose une nouvelle forme de jeu dramatique.

## Analyse
La mise en scène et le rythme du début annoncent que le film ne progressera pas selon les règles de la fiction classique. Le couple commence par s'arrêter pour procéder à un changement de conducteur, avant de se trouver bloqué par un troupeau de bufflonnes. À une fourche que fait la route, la caméra, qui pivote vers la droite, semble résister au choix que fait le conducteur de tourner à gauche. « C'est un film dont la conduite restera aléatoire et vicariante [?]. »

## Postérité
- Jean-Luc Godard rend hommage à ce film avec Le Mépris.
- Martin Scorsese évoque ce film et ses impressions dans Mon voyage en Italie.
- Dans Etreintes brisées, Pedro Almodovar a incorporé une scène du film, celle où Katherine Joyce découvre avec émotion des amants enlacés et figés par la lave du Vésuve à Pompéi.